# 27クラブ
27クラブ（英: The 27 Club、トゥエンティセブンクラブ、にじゅうななクラブ）は、27歳で死亡したポピュラー音楽のミュージシャン、アーティスト、俳優の一覧である。薬物乱用やアルコール依存症、殺人、自殺、交通事故など暴力的な手段によって死亡していることが多い。

## 概要
1969年から1971年の短期間に複数の人気ミュージシャンが集中してこの年齢で死亡したことにより、死はこの年齢でよく起こるとする信念に繋がった。統計学的研究では、25歳や32歳と比較しても、この年齢での死亡者の異常なパターンを発見することは出来ていない。2011年のBMJの調査では、ヤングアダルトミュージシャンの死亡率は他のヤングアダルトのそれより高い結果が出たが、「名声はミュージシャンの死亡リスクを高めるかも知れないが、このリスクは27歳に限定されない」と結論付けている。キース・ムーンとジョン・ボーナムは共に32歳で死亡している。ジーン・シモンズは早世した才能を称賛する風潮を厳しく批判している。
「27クラブ」は音楽雑誌、新聞、デイリープレスで繰り返し引用されている。いくつかの展示は小説、映画、舞台芸術などのアイディアに捧げられている。このような早期死亡の原因とその可能性のある関係に関する多くの異なる理論と推測がなされてきた。カート・コバーンとジミ・ヘンドリックスの伝記を手掛けた作家のチャールズ・R・クロスは、BMJの研究が発表される4年前に次のように書いている。「27歳で死亡したミュージシャンの数はどの標準でも著しく目立っている。（もっとも）人間はどの年齢でも定期的に死亡するが、27歳で死亡するミュージシャンの為の統計的な波形がある」。

## 歴史

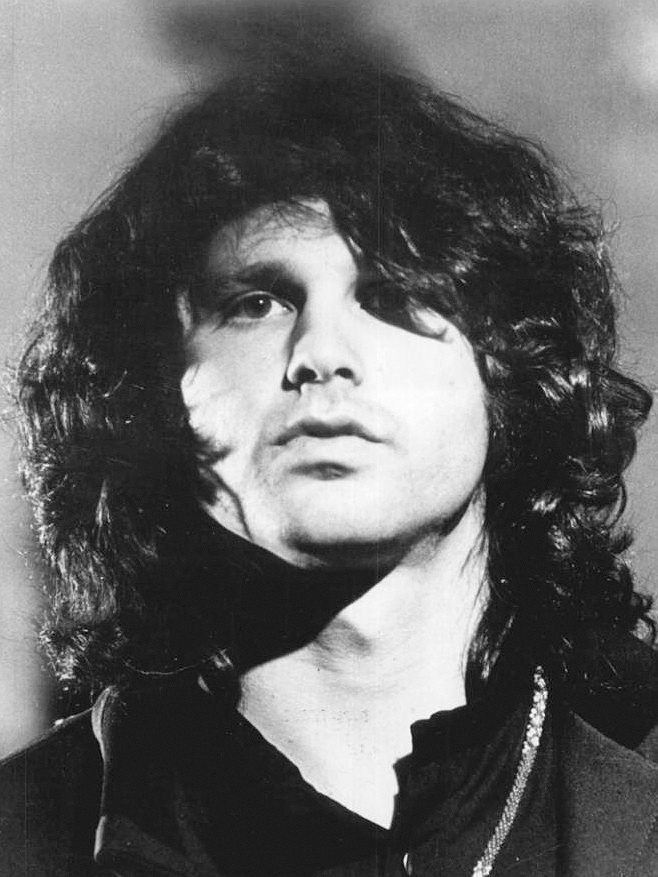
ロックバンドドアーズのリードボーカル、ジム・モリソン。

1969年から1971年の間、ブライアン・ジョーンズを嚆矢とし、その後ジミ・ヘンドリックス、ジャニス・ジョプリンと続いた後にジム・モリソンが全員27歳で死亡した。当時、この偶然の一致によって不吉な噂が生まれ、四半世紀後、カート・コバーンが同じく27歳で死亡すると「27クラブ」の概念が公衆の認識のなかで定着した。
ジョーンズやヘンドリックスに先立つこと30年も前の1938年にブルース歌手のロバート・ジョンソンが27歳で死亡している。
ヘンドリックスとコバーンの伝記記者チャールズ・R・クロスによると、インターネット、テレビ番組、雑誌などのメディアの重要性の高まりと、コバーンの母親のインタビューへの反応が、理論の原因となった。コバーンの母親ウェンディ・フレイデンバーグ・コバーン・オコナーはワシントン州アバディーンの新聞「デイリー・ワールド」に次のように語った。「今、彼は去ってしまって、あの愚かなクラブに加わってしまった。私はあの愚かなクラブに参加しないように彼に言っていたのに」。クロスは彼女が言う「クラブ」とは、同じ年齢で死亡したヘンドリックス、ジョプリン、モリソンを指していると指摘している 。他の著者も彼の見解を共有している。一方、ジョシュ・ハンターとエリック・シーガルスタッドは著書「The 27s: The Greatest Myth of Rock & Roll」の中で、コバーンの母親は2人の叔父と大叔父（全員自殺している）の死に言及していたのではないかと指摘している。クロスは「カート・コバーンが27クラブに加わるために意図的に死ぬタイミングを計ったという陰謀論者たちの不条理な考え」を否定した。
コバーンが死亡してから17年後の2011年、エイミー・ワインハウスが27歳で亡くなった。これはクラブに再び大衆メディアの注目が集まるきっかけとなった。死の3年前、彼女は、その年齢で死ぬことの恐れを表明していた。
27クラブのメンバーとしての資格を得るには、必ずしもミュージシャンである必要はない。「ローリング・ストーン」には、2003年に自殺したテレビ俳優ジョナサン・ブランディスが、27クラブの「メンバー」のリストに含まれていた。パンクロックバンドで演奏していたが、主に映画俳優として知られていたアントン・イェルチンは、2016年に死亡したときにクラブのメンバーとも言われていた。同様に、グラフィティ・アートの分野で著名なジャン＝ミシェル・バスキアも27クラブのリストに含まれている。

## 科学的研究
2011年12月にブリティッシュ・メディカル・ジャーナルに発表された調査によると、27歳の時点でミュージシャンの死亡リスクは増加していないと結論に達した。調査のために選ばれた無作為のミュージシャンは、20代と30代で死亡リスクが増加していたが、それは27歳に限定されていなかった。インデペンデントの2015年の記事でも、ポピュラー音楽のミュージシャンは27歳で死亡する可能性は低い統計的な証拠が示されている。

## ジーン・シモンズ
キッスのジーン・シモンズが『才能のあるヤツはなぜ27歳で死んでしまうのか？』（原題『27: The Legend and Mythology of the 27 Club』）を上梓。この中で、早世する才能を称賛する風潮を批判している。
例えば、冒頭でシモンズはこう指摘している。「私たちは愛するものを萎れる前に捨てたがる。それがアメリカのポップ・カルチャーの心理学だ。まだ二十歳を越えたばかりのブランド・ニュー・スターのレコードや映画を手に入れ、次の金でタブロイド紙を買い、彼らの中毒症状や離婚や肥満や鬱状態や自殺の記事を読みあさる。おだてあげろ、そして、叩き落とせ。」
シモンズはその見た目に反し、アルコールやドラッグを一切やらないことを公言していることで知られる。

## 映画
2018年にイギリスで『27クラブ（原題：27: Gone Too Soon）』が公開。監督はサイモン・ネピア＝ベル。日本では未公開だが、Netflixで配信されている。

## 創作物での引用

### 音楽
ジョン・クレーギーのアルバム「Montana Tale」の収録曲「28」は、クラブのことを指している。歌詞では、ジム・モリソン、ジャニス・ジョプリン、カート・コバーンの死に言及されている。
エリック・バードンの2013年のアルバム「ティル・ユア・リヴァー・ランズ・ドライ」に27クラブをテーマにした曲「27フォーエヴァー」を収録。
レットライブのアルバム「The Blackest Beautiful」の収録曲に27クラブの名前を引用。
マゼンタは、27クラブをテーマにしたスタジオ・アルバム「The Twenty Seven Club」を発表している。各収録曲で、クラブのメンバーへ賛辞を送っている。
フォール・アウト・ボーイはアルバム「フォリ・ア・ドゥ」の収録曲「27」でクラブを引用。この曲は、ロックンロールで一般的な快楽的な生活様式を探求している。フォール・アウト・ボーイの作詞家ピート・ウェンツは、同じような危険な生活をしていると感じたため、この曲を書いた。
SUPER BEAVERは、アルバム「27」を発表しており、同名タイトル曲「27」を収録している。歌詞では27クラブにまつわる内容を含んでおり、27歳を過ぎてもアーティストとして生きていく自分達及び人生をテーマとしている。
ヨルシカのアルバム「だから僕は音楽を辞めた」の収録曲「八月、某、月明かり」に、「人生、二十七で死ねるならロックンロールは僕を救った」の歌詞がある。インタビューでコンポーザーのn-bunaは「人生27で死ねるならのくだりが最高ですよね。」とインタビュアーから問われて「トゥエンティセブンクラブ」と応えている。
チャーリー・ガルシアは、ダヴィド・レボンとともに、2024年のアルバム『La lógica del escorpión』に収録されている「El club de los 27」という曲を発表し、その中で、ブライアン・ジョーンズやカート・コバーンといったメンバーについて触れている。

### コンピュータゲーム
2016年に発売された『HITMAN』に、「27クラブ」のミッションがあり、27歳の誕生日を迎えるロック歌手を暗殺する内容になっている。

### 漫画
長田悠幸と町田一八による漫画『SHIORI EXPERIENCE ジミなわたしとヘンなおじさん』では、ジミ・ヘンドリックスをはじめ27クラブのミュージシャンが亡霊として複数登場する。

## 特定されているメンバー
| 名前                             | 死亡日          | 公式発表による死因                             | 名声 | 年齢           | 出典                                      |
| -------------------------------- | --------------- | ---------------------------------------------- | --- | -------------- | ----------------------------------------- |
| アレシャンドリ・レヴィ           | 1892年1月17日   | 不明                                           | 作曲家、ピアニスト、指揮者                                                                                 | 27年 + 98日    | [ 38 ]                                    |
| ルイ・ショーヴァン               | 1908年3月26日   | 多発性硬化症                                   | ラグタイムミュージシャン                                                                                   | 27年 + 13日    | [ 38 ] [ 39 ]                             |
| ロバート・ジョンソン             | 1938年8月16日   | 中毒(ストリキニーネ)                           | ブルース歌手及び音楽家。29曲の非常に影響力のある曲を録音した。                                             | 27年 + 100日   | [ 38 ] [ 39 ] [ 40 ] [ 21 ] [ 41 ] [ 22 ] |
| ナット・ジャフィ                 | 1945年8月5日    | 高血圧による合併症                             | スウィング・ジャズピアニスト                                                                               | 27年 + 216日   | [ 38 ]                                    |
| ジェシー・ベルヴィン             | 1960年2月6日    | 自動車による交通事故                           | R&B歌手、ピアニスト、ソングライター                                                                        | 27年 + 53日    | [ 38 ] [ 39 ] [ 21 ]                      |
| ルディ・ルイス                   | 1964年5月20日   | オーバードーズ                                 | ドリフターズのボーカル                                                                                     | 27年 + 271日   | [ 41 ]                                    |
| ジョー・ヘンダーソン             | 1964年10月24日  | 心筋梗塞                                       | R&B、ゴスペル歌手                                                                                          | 27年 + 183日   | [ 42 ]                                    |
| マルコム・ヘイル                 | 1968年10月31日  | 一酸化炭素中毒                                 | スパンキー&アワ・ギャングのオリジナルメンバー及びリードギタリスト                                          | 27年 + 166日   | [ 38 ] [ 21 ]                             |
| ディッキー・プライド             | 1969年3月26日   | オーバードーズ(睡眠薬)                         | ロックンロール歌手                                                                                         | 27年 + 156日   | [ 43 ]                                    |
| ブライアン・ジョーンズ           | 1969年7月3日    | 溺死 (検死官の報告書によると「不運な死」)      | ザ・ローリング・ストーンズの創設者及びギタリスト                                                           | 27年 + 125日   | [ 38 ] [ 39 ] [ 21 ] [ 41 ] [ 22 ] [ 46 ] |
| アレキサンドラ                   | 1969年7月31日   | 交通事故                                       | ドイツのシュラガー歌手                                                                                     | 27年 + 73日    | [ 47 ] [ 48 ]                             |
| アラン・ウィルソン               | 1970年9月3日    | オーバードーズ(バルビツール酸系)               | キャンド・ヒートのリーダー、歌手及び主要作曲家                                                             | 27年 + 61日    | [ 38 ] [ 39 ] [ 21 ] [ 41 ] [ 22 ]        |
| ジミ・ヘンドリックス             | 1970年9月18日   | 窒息                                           | エレクトリック・ギターの先駆者、ジミ・ヘンドリックス・エクスペリエンスとバンド・オブ・ジプシーズのメンバー | 27年 + 295日   | [ 38 ] [ 39 ] [ 21 ] [ 41 ] [ 22 ] [ 46 ] |
| ジャニス・ジョプリン             | 1970年10月4日   | オーバードーズ(恐らくヘロイン)                 | ビッグ・ブラザー・アンド・ザ・ホールディング・カンパニーのリードボーカル及びソングライター。               | 27年 + 258日   | [ 38 ] [ 39 ] [ 21 ] [ 41 ] [ 22 ] [ 51 ] |
| アレスター・"ダイク"・クリステン | 1971年3月13日   | 殺害                                           | ダイク・アンド・ザ・ブレイザーズのフロントマン、ボーカル及びベーシスト。                                   | 27年 + 273日   | [ 38 ]                                    |
| ジム・モリソン                   | 1971年7月3日    | 心臓発作                                       | ドアーズのリードボーカル、ソングライター、リーダー。                                                       | 27年 + 207日   | [ 38 ] [ 39 ] [ 21 ] [ 41 ] [ 22 ] [ 46 ] |
| リンダ・ジョーンズ               | 1972年3月14日   | 糖尿病からの合併症                             | ソウル歌手                                                                                                 | 27年 + 91日    | [ 53 ]                                    |
| レスリー・ハーヴェイ             | 1972年5月3日    | 感電                                           | ストーン・ザ・クロウズのギタリスト。兄はアレックス・ハーヴェイ                                             | 27年 + 233日   | [ 39 ] [ 21 ] [ 22 ]                      |
| ロン・"ピッグペン"・マッカーナン | 1973年3月8日    | 胃腸出血                                       | グレイトフル・デッドのキーボード、ボーカル。                                                               | 27年 + 181日   | [ 38 ] [ 39 ] [ 21 ] [ 41 ] [ 22 ]        |
| ロジャー・リー・ダーラム         | 1973年7月27日   | 落馬による負傷                                 | ブラッドストーンのボーカル                                                                                 | 27年 + 163日   | [ 38 ] [ 21 ]                             |
| ウォーリー・ヤン                 | 1974年8月12日   | 飛行機の墜落事故                               | チェイスのオリジナルプレイヤー                                                                             | 27年 + 212日   | [ 38 ]                                    |
| デイヴ・アレクサンダー           | 1975年2月10日   | 肺水腫                                         | ザ・ストゥージズのベーシスト                                                                               | 27年 + 252日   | [ 38 ] [ 39 ] [ 21 ] [ 41 ] [ 22 ]        |
| ピート・ハム                     | 1975年4月24日   | 首つり自殺                                     | バッドフィンガーのキーボーディスト及びギタリスト、リーダー                                                 | 27年 + 362日   | [ 38 ] [ 39 ] [ 21 ] [ 41 ] [ 22 ]        |
| ゲイリー・セイン                 | 1975年12月8日   | オーバードーズ(ヘロイン)                       | ユーライア・ヒープ、キーフ・ハートリー・バンドのベーシスト。                                               | 27年 + 207日   | [ 38 ] [ 39 ] [ 21 ] [ 41 ]               |
| セシリア                         | 1976年8月2日    | 自動車による衝突事故                           | 歌手 | 27年 + 296日   | [ 54 ] [ 55 ]                             |
| ヘルムート・ケーレン             | 1977年5月3日    | 一酸化炭素中毒                                 | 1970年代のプログレバンド、トリアンヴィラートのベーシスト                                                   | 27年 + 62日    | [ 38 ] [ 21 ]                             |
| クリス・ベル                     | 1978年12月27日  | 自動車の衝突事故                               | シンガーソングライター、ビッグ・スターのギタリスト                                                         | 27年 + 349日   | [ 38 ] [ 39 ] [ 21 ]                      |
| ゼノン・デ・フラワー             | 1979年3月17日   | 自動車の衝突事故と負傷による合併症             | カウント・ビショップスのギタリスト                                                                         | 27年 + 189日   | [ 56 ] [ 57 ]                             |
| ジェイコブ・ミラー               | 1980年3月23日   | 自動車の衝突事故                               | インナー・サークルのリードシンガー                                                                         | 27年 + 324日   | [ 39 ] [ 41 ]                             |
| D・ブーン                        | 1985年12月22日  | 自動車の衝突事故                               | ミニットメンのギタリスト、リードシンガー。                                                                 | 27年 + 266日   | [ 38 ] [ 39 ] [ 21 ] [ 22 ]               |
| Alexander Bashlachev             | 1988年2月17日   | 飛び降り自殺の疑い                             | 詩人、ロック・ミュージシャン、ソングライター                                                               | 27年 + 266日   | [ 54 ]                                    |
| ジャン＝ミシェル・バスキア       | 1988年8月12日   | オーバードーズ(スピードボール)                 | 画家 | 27年 + 234日   | [ 21 ] [ 41 ] [ 22 ]                      |
| ピート・デ・フレイタス           | 1989年6月14日   | オートバイによる衝突事故                       | エコー&ザ・バニーメンのドラマー                                                                            | 27年 + 346日   | [ 38 ] [ 39 ] [ 21 ] [ 41 ]               |
| クリス・オースティン             | 1991年3月16日   | 飛行機の墜落事故                               | リーバ・マッキンタイアのバンドのギタリスト                                                                 | 27年 + 20日    | [ 58 ]                                    |
| ジョーイ・シガネロ               | 1991年3月16日   | 飛行機の墜落事故                               | リーバ・マッキンタイアのバンドのキーボーディスト                                                           | 27年 + 169日   | [ 58 ]                                    |
| ディミタール・ヴウ               | 1992年9月5日    | 癌                                             | ブルガリアのグループ、ニュー・ジェネレーションの創設者                                                     | 27年 + 107日   | [ 59 ]                                    |
| ミア・ザパタ                     | 1993年7月7日    | 殺害                                           | ギッツ | 27年 + 316日   | [ 38 ] [ 39 ]                             |
| カート・コバーン                 | 1994年4月5日 c. | 銃による自殺                                   | ニルヴァーナのボーカル、ギター、ソングライター。                                                           | 27年 + 44日 c. | [ 38 ] [ 39 ] [ 21 ] [ 41 ] [ 22 ] [ 51 ] |
| クリステン・パーフ               | 1994年6月16日   | オーバードーズ(ヘロイン)                       | ホテル、ジャニター・ジョーのベース                                                                         | 27年 + 21日    | [ 38 ] [ 39 ] [ 21 ] [ 41 ] [ 22 ]        |
| リッチー・エドワーズ             | 1995年2月1日    | 失踪。2008年11月23日に公式に失踪による死亡宣告 | マニック・ストリート・プリーチャーズの作詞家、ギタリスト                                                   | 27年 + 41日    | [ 38 ] [ 21 ] [ 22 ]                      |
| ストレッチ                       | 1995年11月30日  | 自殺                                           | ラッパー                                                                                                   | 27年 + 236日   | [ 61 ] [ 62 ]                             |
| ファット・パット                 | 1998年2月3日    | 射殺                                           | ラッパー、スクリュード・アップ・クリックのメンバー                                                         | 27年 + 61日    | [ 38 ] [ 39 ]                             |
| フリーキー・ター                 | 1999年3月28日   | 自殺                                           | ロスト・ボーイズのメンバー                                                                                 | 27年 + 318日   | [ 38 ]                                    |
| ロドリーゴ                       | 2000年6月24日   | 自動車の衝突事故                               | クアルテート歌手                                                                                           | 27年 + 31日    | [ 54 ]                                    |
| ショーン・パトリック・マッケーブ | 2000年8月28日   | 窒息                                           | インク・アンド・ダガーのリード歌手                                                                         | 27年 + 289日   | [ 38 ] [ 39 ] [ 21 ]                      |
| マリア・セラーノ・セラーノ       | 2001年11月24日  | 飛行機の墜落事故(クロスエア3597便墜落事故)     | ダンスミュージックグループ、パッションフルーツのメンバー                                                   | 27年 + 363日   | [ 38 ]                                    |
| ジェレミー・ウォード             | 2003年5月25日   | オーバードーズ(ヘロイン)                       | マーズ・ヴォルタとディ・ファクトのサウンドマニピュレーター                                                 | 27年 + 20日    | [ 38 ] [ 39 ] [ 21 ]                      |
| ジョナサン・ブランディス         | 2003年11月12日  | 首つり自殺                                     | 映画・テレビ俳優                                                                                           | 27年 + 213日   | [ 19 ]                                    |
| ブライアン・オットソン           | 2005年4月19日   | オーバードーズ(処方薬)                         | アメリカン・ヘッド・チャージのギタリスト                                                                   | 27年 + 32日    | [ 38 ] [ 39 ] [ 21 ]                      |
| Davor "Moskri" Bobić             | 2005年8月25日   | オーバードーズ                                 | Prti Bee Geeのオリジナルメンバー                                                                           | 27年 + 274日   | [ 63 ]                                    |
| バレンティン・エリザルデ         | 2006年11月26日  | 自殺                                           | メキシコのバンド歌手                                                                                       | 27年 + 297日   | [ 38 ]                                    |
| アチキン・スピン                 | 2010年4月17日   | 交通事故                                       | ポップ・グループ、スピンのメンバー                                                                         | 27年 + 290日   | [ 64 ]                                    |
| エイミー・ワインハウス           | 2011年7月23日   | アルコール依存症                               | シンガーソングライター                                                                                     | 27年 + 312日   | [ 39 ] [ 21 ] [ 41 ] [ 22 ] [ 46 ]        |
| リチャード・ターナー             | 2011年8月11日   | 心停止                                         | フレンドリー・ファイアーズのトランペット奏者                                                               | 27年 + 12日    | [ 39 ]                                    |
| ニコール・ボグナー               | 2012年1月6日    | 病気(病名未公表)                               | ヴィジョンズ・オブ・アトランティスの歌手                                                                   | 27年 + 290日   | [ 67 ]                                    |
| Slađa Guduraš                    | 2014年12月10日  | 交通事故                                       | ボスニアのポップ歌手、俳優                                                                                 | 27年 + 213日   | [ 68 ]                                    |
| トーマス・ロウ                   | 2016年2月13日   | 自動車事故                                     | ビオラ・ビーチのベーシスト                                                                                 | 27年 + 70日    | [ 69 ]                                    |
| トーマス・フェケテ               | 2016年5月31日   | 胃がん                                         | サーファー・ブラッドのギタリスト                                                                           | 27年 + 335日   | [ 70 ]                                    |
| アントン・イェルチン             | 2016年6月19日   | 偶発的な鈍的外傷性窒息                         | 俳優。「スター・トレック」のパヴェル・チェコフ役で有名。バンド、ハンマーヘッドのギタリストでもあった。     | 27年 + 100日   | [ 72 ] [ 20 ]                             |
|                                  |                 | 不明                                           | フレンドゾーンの音楽プロデューサー                                                                         | 27年A          | [ 73 ] [ 要出典 ]                         |